# Мелекедури
Мелекедури (груз. მელექედური) — село в Грузии, на территории Озургетского муниципалитета края (мхаре) Гурия.

## География
Село находится в западной части Грузии, на правом берегу реки Натанеби, на расстоянии приблизительно 1 километра (по прямой) к северо-востоку от города Озургети, административного центра муниципалитета. Абсолютная высота — 105 метров над уровнем моря.

## Население
По результатам официальной переписи населения 2014 года, в Мелекедури проживало 1170 человек (566 мужчин и 604 женщины). В национальной структуре населения грузины составляли 99,6 %, русские — 0,17 %, украинцы — 0,17 %.
| Год  | Население, человек |
| ---- | ------------------ |
| 2002 | 1519               |
| 2014 | ↘ 1170             |